# Munin (software)
Munin je software pro monitorování sítě, monitorování systému a monitorování aplikací. Je napsán v Perlu a na tvorbu vizualizací dostupných přes webové rozhraní používá RRDTool. Je určený pro operační systémy unixového typu a uvolněný pod licencí GNU GPL, tedy se jedná o svobodný software.
Munin je vysoce modulární, pro monitorování různých služeb a senzorů používá různé zásuvné moduly. V základní distribuci je jich přes 300 a dalších více než 180 je jich dostupných jinde.